# Peromyia mediterranea
Peromyia mediterranea är en tvåvingeart som beskrevs av Boris Mamaev 1998. Peromyia mediterranea ingår i släktet Peromyia och familjen gallmyggor.
Artens utbredningsområde är Italien. Inga underarter finns listade i Catalogue of Life.